# 蒙若卢斯
蒙若卢斯是巴西米纳斯吉拉斯州的一个市镇。总面积652.106平方公里，总人口2303人，人口密度3.5人/平方公里。